# Saint-Apollinaire-de-Rias
 Saint-Apollinaire-de-Rias  là một xã ở tỉnh Ardèche, vùng Auvergne-Rhône-Alpes ở đông nam nước Pháp.